# Kincskereső
A Kincskereső gyermek és ifjúsági irodalmi folyóirat, mely 1971-ben Szegeden indult útjára. A folyóiratot elsősorban tíz-tizennégy éves diákoknak szánták. Indexszáma: HU ISSN 0133-3755.
Első alkalommal 1974 októberében került a 10-14 évesek kezébe, mint a Magyar Úttörők Szövetsége irodalmi, művészeti és kulturális folyóirata. 1971 és 1974 októbere között időszakosan jelent meg elődje, ugyanezen címen. A lap a kísérleti időszakban 2000 példányban, később 50-75 ezres példányszámban jelent meg.
A szerzők között olyan kiváló írók, költők szerepeltek, mint Weöres Sándor, Nemes Nagy Ágnes, Lázár Ervin, Csoóri Sándor, Kormos István, Tatay Sándor.
A lap illusztrálásában kiemelkedő képzőművészek működtek közre: Berki Viola, Kass János, Reich Károly, Schéner Mihály, Gyulai Líviusz, Papp György.
A kezdetekben a főszerkesztője Hegedűs András (1971-1975), a szerkesztője Csukás István volt. 1975-ben Deme László professzor vette át a főszerkesztői tisztet, Baka István és Simai Mihály látták el a főmunkatársi feladatokat. Deme Lászlótól vette át Grezsa Ferenc a lapot. Az 1990-es évek közepétől, Rigó Béla főszerkesztése idején magánalapítvány volt a kiadó.

## Kiadói
- Juhász Gyula Tanárképző Főiskola (1971-1974)
- Magyar Úttörők Szövetsége (1974-1988)
- Szegedi Kincskereső Gyermekirodalmi és Művészeti Magánalapítvány (1996-)

### Megváltozott megjelenési adatok
- Szeged : Csongrád Megyei Lapkiadó Vállalat (1974–1988)
- Budapest : Móra Ferenc Könyvkiadó (1988–1992)
- Szeged : DM (1992–1995)
- Szeged : DM Kft. (1995)
- Szeged : Kincskereső Gyermekirodalmi és Művészeti Magánalapítvány (1996–2007)
  - Szünetelt: 2007-ben, 2010-ben, 2012-ben
  - Különszám: Petőfi Sándor (1973)

## Megjelenése
- 1971. 1. sz.
- 1974. 3/4. sz.
- 1. évfolyam 1. sz. (1974. október)
- Megjelent évenként hétszer, kilenc számban (2006-)
- Rendszertelenül, évenként többször (-2005)

## Rovatai[5]
- Nevető irodalomóra
- Ez fantasztikus...
- Folytatásos regényünk
- Olvasólámpa
- Örökség
- Könyvek között
- Testvérmúzsák
- Édes anyanyelvünk
- Tudósok, feltalálók, felfedezők
- A szerkesztő asztala
- Rejtvényfejtők klubja
- Kislexikon
- Előzetes